# بزن قدش (فیلم)
بزن قدش (ایتالیایی: Qua la mano) یک فیلم کمدی ایتالیایی به کارگردانی پاسکواله فستا کامپانیله است که در سال ۱۹۸۰ منتشر شد.
این فیلم با موفقیت چشمگیری مواجه شد و بیش از ۱۱ میلیارد لیره ایتالیا فروش داشت و نخستین فیلمی در ایتالیا بود که فروشش از مرز ۱۰ میلیارد لیره گذشت.

## بازیگران
- آدریانو چلنتانو
- انریکو مونتسانو
- لیلی کاراتی
- فیلیپ لروآ
- رنتسو مونتانیانی
- کارلو بینو
- ماریو کاروتنوتو
- انتسو روبوتی
- آدریانا روسو
- جی‌جی و آندرئا
- جیجی ساماراکی